# Pseudogiria
Pseudogiria là một chi bướm đêm thuộc họ Erebidae.

## Các loài
- Pseudogiria angulata (Bethune-Baker, 1909)
- Pseudogiria hypographa (Hampson, 1926)
- Pseudogiria polita Berio, 1965
- Pseudogiria variabilis (Holland, 1920)